# Distichophyllum macropodum
Distichophyllum macropodum är en bladmossart som beskrevs av Hugh Neville Dixon 1932. Distichophyllum macropodum ingår i släktet Distichophyllum och familjen Hookeriaceae. Inga underarter finns listade i Catalogue of Life.